# 賴利斯厄爾恩西納爾 (亞利桑那州)
賴利斯厄爾恩西納爾（英語：Rileys El Encinar）是位於美國亞利桑那州科奇斯縣的一個非建制地區。該地的面積和人口皆未知。

## 地理
賴利斯厄爾恩西納爾的座標為31°29′23″N 109°59′22″W / 31.48972°N 109.98944°W，而該地的平均海拔高度為1535米（即5036英尺）。